# Brown Sugar
Brown Sugar — пісня англійського рок-гурту The Rolling Stones, опублікований 16 квітня 1971 року під лейблом Rolling Stones Records. Перша пісня і провідний сингл з альбому «Sticky Fingers». Пісня написана в основному Міком Джаггером. Сингл став найуспішнішим хітом в США та Канаді, а у Великій Британії та Ірландії посіла друге місце. Сингл зайняв 18-те місце в річному чарті «Billboard Hot 100» за 1971 рік. Журнал Rolling Stone помістив пісню на 495-м місце у списку 500 найкращих пісень усіх часів, і під п’ятим номером у списку «100 найкращих гітарних пісень усіх часів».

## Запис
Незважаючи на те, що пісня приписується дуету Джаггеру-Річардсу, вона була насамперед твором Джаггера, який написав її десь під час зйомок фільму «Нед Келлі» в 1969 році. За словами Марші Гант, тодішньої дівчини Джаггера та матері його першої дитини Каріс, він написав пісню з думкою про неї. Колишня Клаудія Леннір з тріо «The Ikettes» оспорює це твердження, кажучи, що це було написано про неї. У 2014 році Леннір розповіла «The Times», що вона є предметом пісні, тому що вона зустрічалася з Джаггером, коли вона була написана. Білл Ваймен заявив у своїй книзі «Rolling With The Stones» (2002), що частковим натхненням була Леннір.
Пісня була записана протягом трьох днів на звуковій студії «Muscle Shoals» у Шеффілді, штат Алабама, з 2 по 4 грудня 1969 року. Пісня була випущена лише через рік, через юридичні суперечки з колишнім лейблом групи.
У нотатках до збірки пісень «Jump Back» (1993) Джаггер сказав: «Лірика була пов'язана з подвійною комбінацією наркотиків і дівчат. Ця пісня була дуже миттєвою, визначною точкою».
В інтерв'ю Rolling Stone (14 грудня 1995 року) Джаггер довго розповідав про пісню, її натхнення та успіх, а також про те, що він написав текст. Кейт Річардс також приписує Джеггеру цю пісню в автобіографії. Джаггер пояснює успіх пісні «хорошим грувом». Після того, як він зазначив, що текст може означати так багато непристойних тем, він знову зазначив, що поєднання цих предметів, лірична двозначність частково є причиною того, що пісня вважається вдалою.
Лірична тематика часто викликала інтерес та суперечки. Рок-критиком Роберт Крістгау описував це як: «рокер, настільки переконливий, що він заважає екзегезі». Популярність пісні дійсно часто затьмарювала скандальні тексти, які, по суті, були пастишем з ряду заборонених тем, включаючи рабство, зґвалтування, міжрасовий секс, кунілінгус, садомазохізм, втрачену цноту та героїн. Через п'ятдесят років критик Том Тейлор приходить до висновку, що пісня «не містить жодної обдуманої думки в тій темі, про яку йдеться…», і «жорстокість торгівлі рабами, зґвалтування та немислимі страждання в них не повинні бути прикрашені веселим текстом, гітарним соло на шляху чіткої оцінки». Деякі слова пісень були замінені у записах та сучасних виступах, намагаючись вирішити проблеми расизму.
Альтернативна версія пісні була записана 18 грудня 1970 року в Olympic Studios у Лондоні під час дня народження Річардса та Боббі Кіза. У ній представлені виступи Ела Купера на фортепіано та Еріка Клептона на гітарі. Альтернативна версія, яка раніше була доступна лише для бутлеґу, була випущена у червні 2015 року у виданнях «Deluxe» та «Super Deluxe» перевиданого альбому «Sticky Fingers».

## Випуск
Пісня була випущена у квітні 1971 року як перший сингл з альбому. В американській версії сингл включав лише пісню «Bitch» на іншій стороні, британська версія синглу містив ще живу версію «Let It Rock» Чака Беррі, записаного в Університеті Лідса під час гастролей Великою Британією 1971 року.
Для просування пісні гурт виступив на «Top of the Pops», вони виконали тоді «Brown Sugar», «Wild Horses» та «Bitch». Але через тодішню практику ВВС виступ майже весь був стертий, залишилась лише «Brown Sugar».
У Великій Британії сингл спочатку був випущений монофонічно. Цей моно-мікс більше ніколи ніде не використовувався.
«Brown Sugar» виконувалась регулярно під час туру «The Rolling Stones European Tour 1970», займаючи помітне місце в списках наприкінці сетів, хоча аудиторії пісня була незнайома. Група відкривала концерти свого сумнозвісного туру «The Rolling Stones American Tour 1972» з «Brown Sugar», і з тих пір пісня стала однією з основних на концертах гурту. Однак останнім часом Джаггер змінив деякі найбільш суперечливі слова під час виконання пісні вживу. Наприклад, перший віршовий рядок «I hear him whip the women just around midnight» був замінений на більш простий «you should have heard him just around midnight».

## Критика
Пенні Валентайн пишучи для «Sounds» у 1971 році, високо оцінила пісню, заявивши, що це був її «вибір як найкращий трек». Пишучи для «The Rag», рок-критик Майк Сондерс визнав сингл «єдиним особливо примітним» треком з альбому «Sticky Fingers».

## Учасники запису

### The Rolling Stones
- Мік Джаггер — вокал
- Кіт Річардс — гітара
- Мік Тейлор — гітара
- Чарлі Воттс — ударні
- Білл Ваймен — бас

### Додатковий персонал
- Ян Стюарт — фортепіано
- Боббі Кіз — саксофон

## Позиції в чартах

### Щотижневі чарти
| Чарти (1971)                           | Позиція |
| -------------------------------------- | ------- |
| Австралія (ARIA Charts)                | 5       |
| Австрія (Ö3 Austria)                   | 10      |
| Бельгія (Ultratop Flanders)            | 7       |
| Canada Top Singles (RPM)               | 1       |
| Німеччина (GfK Entertainment)          | 4       |
| Ірландія (IRMA)                        | 2       |
| Нідерланди (Dutch Single Top 100)      | 1       |
| Нова Зеландія (Recorded Music NZ)      | 11      |
| Норвегія (VG-lista)                    | 4       |
| Південна Африка                        | 20      |
| Іспанія (PROMUSICAE)                   | 5       |
| Швейцарія (Schweizer Hitparade)        | 1       |
| Велика Британія UK Singles Chart (OOC) | 2       |
| США Billboard Hot 100                  | 1       |

### Щорічні чарти
| Чарти (1971)                      | Позиція |
| --------------------------------- | ------- |
| Австралія                         | 38      |
| Канада                            | 3       |
| Нідерланди (Dutch Single Top 100) | 22      |
| US Billboard Hot 100              | 18      |
| US Cash Box                       | 38      |

## Сертифікація
| Країна/чарт                    | Сертифікація | Сертифікація продажів |
| ------------------------------ | ------------ | --------------------- |
| Велика Британія (BPI) Фізичний | Срібний      | 250 000               |
| Велика Британія (BPI) Цифровий | Золотий      | 400 000               |